# Wereldkampioenschappen schaatsen afstanden 2020 - Ploegenachtervolging mannen
De ploegenachtervolging mannen op de wereldkampioenschappen schaatsen afstanden 2020 werd gereden op zaterdag 15 februari 2020 in het ijsstadion Utah Olympic Oval in Salt Lake City, Verenigde Staten.
De Nederlandse mannen reden in een wereldrecord naar de wereldtitel.

## Uitslag
| #      | Land             | Naam                                                   | Tijd          |
| ------ | ---------------- | ------------------------------------------------------ | ------------- |
| Goud   | Nederland        | Marcel Bosker Douwe de Vries Sven Kramer               | 3.34,68 BR/WR |
| Zilver | Japan            | Seitaro Ichinohe Ryosuke Tsuchiya Shane Williamson     | 3.36,41       |
| Brons  | Rusland          | Danila Semerikov Sergej Trofimov Roeslan Zacharov      | 3.37,24       |
| 4      | Canada           | Jordan Belchos Ted-Jan Bloemen Tyson Langelaar         | 3.38,27       |
| 5      | Verenigde Staten | Ethan Cepuran Emery Lehman Ian Quinn                   | 3.38,51       |
| 6      | Italië           | Andrea Giovannini Michele Malfatti Nicola Tumolero     | 3.38,96       |
| 7      | Noorwegen        | Håvard Bøkko Hallgeir Engebråten Sverre Lunde Pedersen | 3.41,22       |
| 8      | Nieuw-Zeeland    | Kierryn Hughes Peter Michael Josh Whyte                | 3.44,78       |

2005 · 
2007 · 
2008 · 
2009 · 
2011 · 
2012 · 
2013 · 
2015 · 
2016 · 
2017 · 
2019 · 
2020 ·
2021 ·
2023 ·
2024 ·
2025